# János Hám

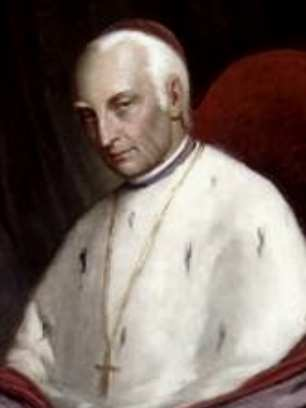
János Hám

János Hám (* 7. Januar 1781 in Gyöngyös; † 30. Dezember 1857 in Sathmar) war ein ungarischer römisch-katholischer Bischof von Sathmar.

## Leben
Er wurde am 4. September 1803 zum Diakon und am 17. März 1804 zum Priester geweiht.
Am 25. Mai 1827 wurde er mit kaiserlichem Dekret Franz I. zum Bischof von Sathmar ernannt. Diese Ernennung bestätigte Papst Leo XII. am 28. Januar 1828. Konsekriert wurde er am 21. Juli des gleichen Jahres in der Kathedrale von Satu Mare durch Ján Krstitel Ladislav Pyrker, (OCist.), dem Erzbischof von Eger.
Am 31. August 1848 wurde er von Ferdinand I., Kaiser von Österreich und König von Ungarn zum Erzbischof von Gran. Diese Ernennung wurde aber nicht von Papst Pius IX. bestätigt.
Bischof János Hám ließ ein neues Bischofspalais im Neobarockstil erbauen. Die alte Residenz wurde renoviert und in das Priesterseminar in Sathmar integriert, um die steigende Zahl von Priesteramtskandidaten aufnehmen zu können. Er warb um Ansiedlung von Frauen- und Mönchsorden, er gründete eine Schule für Mädchen und setzte sich für die Lehrerausbildung ein.
Er starb am 30. Dezember 1857 in Sathmar und wurde in der Krypta der Christi-Himmelfahrts-Kathedrale von Sathmar beigesetzt.